# Deutz F2M 417
Der Deutz F2M 417 ist ein Schlepper, den Klöckner-Humboldt-Deutz von 1941 bis 1953 herstellte. Es handelt sich dabei um eine Weiterentwicklung des Vorgängermodells F2M 317. Der F2M 417 wurde mit einem Motor der Baureihe 4 ausgestattet und erzielte damit eine höhere Leistung als das Vorgängermodell. Aufgrund der Treibstoffknappheit während des Zweiten Weltkrieges lieferte Deutz den Schlepper auf Wunsch auch mit einem Holzgasgenerator.
Der Zweizylinder-Dieselmotor mit 3845 cm³ Hubraum leistet 35 PS und wird mit Wasser gekühlt. Das Getriebe stammt von Deutz und hat fünf Vorwärtsgänge sowie einen Rückwärtsgang.